# 19e division d'infanterie (Allemagne)
Pour les articles homonymes, voir 19e division d'infanterie.
La  19e division d'infanterie est une des divisions d'infanterie de la Wehrmacht durant la Seconde Guerre mondiale.

## Création et différentes dénominations
- La 19. Infanterie-Division est formée le 15 octobre 1935.
- En octobre-novembre 1940 l'unité est réorganisée, et disparait, pour former la 19e Panzerdivision et quelques-uns de ses composants sont incorporés dans la 20e Panzerdivision et la 131e division d'infanterie.
- Le 8 août 1944, la division est reformée sous le nom de 19. Luftwaffen-Sturm-Division avant d'être renommée 19. Grenadier-Division[1]. L'unité reçoit les effectifs de la division « fantôme » (schattendivision) Infanterie-Division Jütland[2].
- Le 9 octobre 1944, l'unité est renommée 19. Volksgrenadier Division.

## Historique
Elle fait la campagne de Pologne en septembre 1939, avant de retourner à Niederrhein en décembre de la même année. Cette unité est envoyée sur le front occidental, en Belgique, en mars 1940, puis en France, en juin 1940. En octobre-novembre 1940 l'unité est réorganisée pour former la 19e Panzerdivision et quelques-uns de ses composants sont incorporés dans la 20e Panzerdivision et la 131e division d'infanterie.
En août 1944, la 19. Luftwaffen-Sturm-Division est intégrée à l' au Danemark.

## Composition
Créée à partir de la 19. Grenadier-Division, la 19. Volks-Grenadier-Division du Generalleutnant Walter Wißmath, était considérée comme une division de défense, au même titre que la 416e Infanterie-Division. Début novembre 1944, pendant la bataille de Metz, elle était en meilleure condition que la 416e ID et avait déjà été au combat. Le 19. Volks-Grenadier-Division avait trois bataillons d'artillerie de campagne, et avait reçu en plus onze canons d'assaut flambant neuf, juste avant l'attaque américaine sur la Moselle. La taille de la division était environ le même que celle de la 416e ID, soit 8 500 hommes.
Elle se composait de 4 régiments:
- Grenadier-Regiment 59
- Grenadier-Regiment 73
- Grenadier-Regiment 74
- Artillerie-Regiment 119
- Divisionseinheiten 119

## Théâtres d'opérations
- 1939
  - 1er septembre au 6 octobre : Campagne de Pologne
- 1944
  - Septembre : Libération de Nancy
  - Novembre : Au cours de la Bataille de Metz, début novembre 1944, la 19. Grenadier-Division était déployée sur la rive droite de la Moselle, entre le nord de Hauconcourt et le secteur de Kœnigsmacker, près de l'Ouvrage de Métrich[4].

## Sources
- « 19. Volks-Grenadier-Division », sur lexikon-der-wehrmacht.de